# Jana Martincová
Jana Martincová (* 19. října 1970 Opava) je česká lékařka, autorka vzdělávacích knih pro děti a dospívající, popularizátorka medicíny, propagátorka sexuální výchovy a předškolní přípravy, zakladatelka vydavatelství Babyonline. Je autorkou publikace komplexní předškolní přípravy Předškolákovy týdeníčky pro chytré hlavičky a knih sexuální výchovy.

## Osobní život

### Mládí a vzdělání
Narodila se v roce 1970 v Opavě. Její o šest let starší sestra trpěla Prader-Williho syndromem. Vystudovala gymnázium v Opavě a posléze váhala mezi kariérou pedagoga a lékaře, protože v její rodině bylo profesně zastoupeno nejvíce zdravotníků a učitelů. Rozhodla se pro medicínu a vystudovala Lékařskou fakultu Masarykovy univerzity v Brně. Po ukončení lékařské fakulty v roce 1995 nemohla nastoupit do klinické praxe, protože neměla babičku, která by pečovala o její budoucí děti, což byla tehdy podle jejích vzpomínek jedna z podmínek přijetí žen-lékařek do nemocnice. Proto zamířila do farmaceutické firmy, kde se do narození prvního dítěte vypracovala z pozice reprezentanta přes CRA (Clinical Research Associate) až po product managera. Věnovala se edukační činnosti, která byla cílená jak na laickou veřejnost, tak na lékaře. Při péči o dítě se zabývala externím poradenstvím. Z něj vznikl projekt Lipidárium pro pacienty se zvýšenou hladinou cholesterolu, na kterém spolupracovala s prof. Štejfou a dalšími odborníky. Roku 2004 nastoupila na druhou mateřskou dovolenou se synem, kterému byla diagnostikována porucha pozornosti s hyperaktivitou (ADHD).

### Rodina
S manželem Pavlem se seznámila na plese mediků v roce 1991. Mají spolu dvě dospělé děti.

## Vzdělávací a výzkumná činnost
Po narození syna se vzdala předchozí kariéry a z nedostatku kvalitních informací k péči o dítě založila odborně garantovaný rodičovský portál Babyonline.cz.
I když okolí v synovi vidělo dle Martincové „nevychovatelného a nevzdělavatelného idiota“, sama v dětech vidí velký potenciál. Často v rozhovorech zmiňuje, že každé dítě potřebuje nejvíce od rodiče bezpodmínečnou lásku, čas a vzdělání. Právě kvalitní vzdělání bylo podle ní jednou z hlavních a účinných zbraní na synovo onemocnění ADHD.
Kvůli nedostatku kvalitní vzdělávací literatury začala knihy pro syna tvořit sama. Prvotinou vydavatelství Babyonline byla kniha říkanek Říkačky pro chytré hlavičky (2008). Obavy z nástupu syna do první třídy ji vedly k sepsání jediné komplexní předškolní přípravy v Česku: Předškolákovy týdeníčky pro chytré hlavičky (2010).
Podle Martincové Týdeníčky přinesly své výsledky – díky této přípravě se její syn ve vývoji posunul výrazně dopředu. O 5 let později byl přijat na výběrové 8leté gymnázium, v rámci středoškolské odborné činnosti (SOČ) naprogramoval stránky sexuální výchovy (sexualnivychova.cz) v češtině i angličtině, obhájil jazykový certifikát CAE na úrovni C2 a stal se členem organizace Mensa ČR.
Internetové stránky sexualnivychova.cz vycházejí z jejích knížek pro dospívající Co se od kamarádek nedozvíš (2016) a Desatero pro kluky (2018), které sepsala společně s týmem odborníků. Díky tomu, že se sexuální výchově syna věnovala už v předškolním věku, je média přirovnala k dvojici ústředních postav seriálu Sexuální výchova na Netflixu, Otise Milburna a jeho matky Jean.
Martincová vložený čas a úsilí do synova vzdělávání komentuje slovy: „Žádné dítě se nerodí hloupé. Hloupým se stává pouze leností, nejdříve rodičů, a pak vlastní.“ Její edukační tvorba se vyznačuje hravostí a systematičností, kdy postupuje od jednoduchého ke složitějšímu, s opakováním již probraného, mezi informacemi vytváří logické vazby a souvislosti, aby dětem „zapadaly jednotlivé znalosti jako puzzle do obrázku“. Edukuje názorně na příkladech, knihy spojuje příběh s ústřední postavou Chytroočka. V knihách sexuální výchovy pro dospívající již vystupuje pod civilním jménem Tom společně s dalšími postavami, sestrou Lilith a jejich matkou-lékařkou Evou. Dětem v knihách vypráví životní příběhy, kdy se čtenář stává arbitrem, který hodnotí, jak jednotlivé postavy svůj život vedou. U dospívajících tím formuje vlastní názor, logické a kritické myšlení. Objasňuje to slovy: „Vždy je lepší, když chybuje postava v knížce než její čtenář ve skutečném životě.“
Vyzdvihuje dvě důležitá období stran edukace ve vývoji dítěte, předškolní (0-6 let) a dospívání. U předškolního uvádí, že co rodiče v tomto období ve vzdělávání dítěte zameškají, to již nikdy nedoženou. V případě dospívání, kdy se dospívajícím formuje nové tělo a psychika, potřebují obrovskou informační podporu. Sexuální výchovu i předškolní přípravu předává dál nejen knižně, ale také v podobě kurzů. Kurz předškolní přípravy je dostupný i v on-line podobě.

### Průzkum na téma Ohrožení dětí pornografií a online sexuálními agresory
V roce 2020 společně se sexuoložkou Petrou Sejbalovou provedly z vlastních zdrojů průzkum mezi 1655 respondenty ve věku od 13 do 20 let. Zjistily, že se k pornografii dostávají již malí školáci od 6 let, což byla dolní hranice v průzkumu. Právě ti byli nejzranitelnější vůči útokům sexuálních agresorů na internetu. Konverzaci s agresorem dokázalo přerušit jen 58 procent z této skupiny. Zatímco mezi studenty, kteří rizikové weby viděli poprvé ve vyšším věku nebo vůbec, se dokázalo agresorům ubránit více než 90 procent.
Průzkum ukázal, že kvalitní sexuální výchova v rodině nebo ve škole významně snižuje zájem dětí o pornografii, a to více než o polovinu. Problémem je podle autorek to, že část dospívajících v pornografii vidí „tak napůl normální sexuální chování“. Tito pak mohou končit s nereálnými představami o sexuálním životě partnerů nebo nereálnými očekáváními v sexuologických ordinacích.

### Projekty zdravotnického vzdělávání
Kromě již výše zmiňovaných projektů zakládá roku 2007 odborně garantovaný rodičovský portál Babyonline.cz a v roce 2014 také portál ZdravéOmlazení.cz.
Ve spolupráci s lékaři vydala také řadu vzdělávacích brožur. Jako první vznikly v roce 2008 brožury pro těhotné 20x o těhotenství s Babyonline.cz a pro novopečené rodiče 20x péče o dítě v prvním půlroce s Babyonline.cz, obě dosud vychází každoročně. Dalšími počiny jsou Prevence po 40 (2015), Brožura pro náctileté dívky o dospívání (2017) a O očkování trochu jinak (2020).

### Knihy z edice Pro chytré hlavičky
- MARTINCOVÁ, Jana a Věra TAUTOVÁ. Říkačky pro chytré hlavičky. Ilustrace Petra KUBÁČKOVÁ. Brno: Babyonline, 2008. ISBN 9788090421608.
- MARTINCOVÁ, Jana et al. Předškolákovy týdeníčky pro chytré hlavičky. Ilustrace Petra KUBÁČKOVÁ. Brno: Babyonline, 2010. ISBN 9788090421615.
- MARTINCOVÁ, Jana. Písmenkové kartičky pro chytré hlavičky. Ilustrace Petra KUBÁČKOVÁ. Brno: Babyonline, 2010.
- MARTINCOVÁ, Jana. Jak děti přicházejí na svět. Ilustrace Petra KUBÁČKOVÁ. Brno: Babyonline, 2010. ISBN 9788090421622.
- MARTINCOVÁ, Jana. Mamo, jak przyszedłem na świat? Z życia wzięte. Ilustrace Petra KUBÁČKOVÁ, překlad Renata BARTOŠ. Brno: Babyonline, 2019. ISBN 9788090713222.
- MARTINCOVÁ, Jana. Přísloví a hříčky pro chytré hlavičky. Ilustrace Štěpánka MIKULÍKOVÁ. Brno: Babyonline, 2022. ISBN 9788090713246.

### Knihy sexuální výchovy pro náctileté
- MARTINCOVÁ, Jana. Co se od kamarádek nedozvíš: Průvodce moderní dospívající dívky o sexu, líčení i zdraví. Brno: Babyonline, 2016. ISBN 9788090421677.
- MARTINCOVÁ, Jana. Desatero pro kluky jak na pubertu, holky i sex. Brno: Babyonline, 2018. ISBN 9788090713208.
- MARTINCOVÁ, Jana. 10 wskazówek dla chłopców na temat dojrzewania, dziewczyn i seksu. Překlad Anna Dorota KAMIŃSKA. Brno: Babyonline, 2021. ISBN 97880907132-91.
- MARTINCOVÁ, Jana. Czego nie dowiesz się od koleżanek o seksie, makijażu i zdrowiu. Překlad Anna Dorota KAMIŃSKA. Brno: Babyonline, 2021. ISBN 97880907132-53.

### Další tvorba
- MARTINCOVÁ, Jana. Dětský kalendář 2012 s příslovími. Ilustrace Petra KUBÁČKOVÁ. Brno: Babyonline, 2011.
- MARTINCOVÁ, Jana et al. Zdravé těhotenství. Brno: Babyonline, 2012. ISBN 9788090421639.
- TROJANOVÁ, Petra a Jana MARTINCOVÁ. Žena po 40 – sebevědomá a v kondici. Brno: Babyonline, 2013. ISBN 97880904216-53.